# سگ جنگلی چینی
 سگ جنگلی چینی  (نام علمی: 'Cuon alpinus alpinus') یکی از زیر گونه‌های سگ جنگلی است که در چین‌ و هند زندگی می‌کند. این گونه در خطر انقراض قرار دارد.

## رژیم غذایی
این حیوان از گوزن‌،‌گراز و بوفالو تغذیه می کند.